# Draper (månekrater)
Draper er et lille nedslagskrater på Månen. Det befinder sig på Månens forside i den sydlige del af Mare Imbrium og er opkaldt efter den amerikanske astronom Henry Draper (1837 – 1882).
Navnet blev officielt tildelt af den Internationale Astronomiske Union (IAU) i 1935.

## Omgivelser
Draperkrateret har Pytheaskrateret liggende nord-nordøst for, og mod syd ligger Montes Carpatus bjergkæden. Det lidt mindre satellitkrater "Draper C" ligger lige mod sydøst.

## Karakteristika
Krateret er cirkulært og skålformet, og et lille krater trænger ind i dets rand mod nordøst.

## Satellitkratere
De kratere, som kaldes satellitter, er små kratere beliggende i eller nær hovedkrateret. Deres dannelse er sædvanligvis sket uafhængigt af dette, men de får samme navn som hovedkrateret med tilføjelse af et stort bogstav. På kort over Månen er det en konvention at identificere dem ved at placere dette bogstav på den side af satellitkraterets midte, som ligger nærmest hovedkrateret. Draperkrateret har følgende satellitkratere:
| Draper | Længde  | Bredde  | Diameter |
| ------ | ------- | ------- | -------- |
| A      | 17,9° N | 23,4° V | 4 km     |
| C      | 17,1° N | 21,5° V | 8 km     |

## Måneatlas
- Billeder af Draperkrateret i LPI-måneatlasset